# 国府町西矢野
国府町西矢野（こくふちょうにしやの）は、徳島県徳島市の町名。国府地区に属している。郵便番号は779-3127。

## 地理
徳島市の西部に位置。東は国府町矢野、南西は一宮町、北は名西郡石井町と接する。東端に鮎喰川左岸の沖積低地があるが、大部分は標高212.3mの気延山からなる山地で占める。
徳島県道123号神山国府線が山麓部を南北に走り、国道192号に接する。住宅地化は進まず、農村的風景が濃い。

## 歴史
元々は名西郡入田村矢野であり、1955年（昭和30年）に分立の上、当時の名東郡国府町に編入され国府町西矢野となった（入田村入田は同時に徳島市に編入され、現在の入田町）。1967年（昭和42年）に国府町が徳島市に編入し、現在の町名となった。

## 世帯数と人口
2022年（令和4年）9月1日現在の世帯数と人口は以下の通りである。
| 町丁         | 世帯数  | 人口  |
| ------------ | ------- | ----- |
| 国府町西矢野 | 294世帯 | 555人 |

## 小・中学校の学区
市立小・中学校に通う場合、学区は以下の通りとなる。
| 番地 | 小学校             | 中学校             |
| ---- | ------------------ | ------------------ |
| 全域 | 徳島市立国府小学校 | 徳島市立国府中学校 |

## 交通

### 道路
一般国道
- 国道192号

都道府県道
- 徳島県道123号神山国府線

## 施設

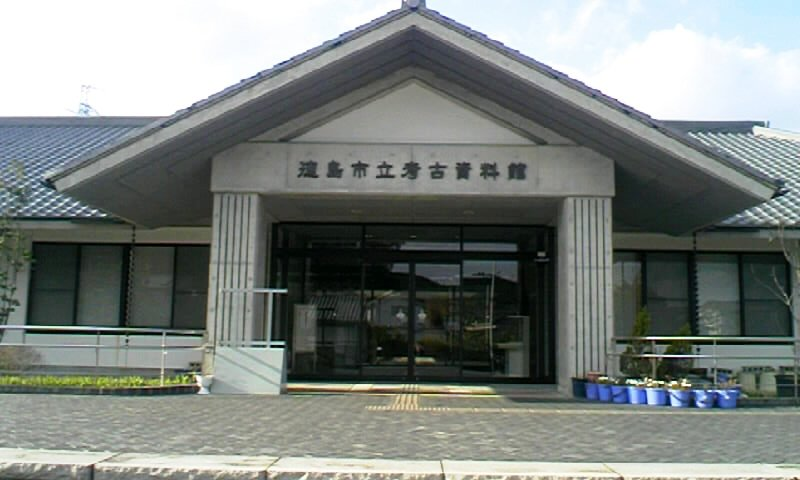
徳島市立考古資料館

- 徳島市立考古資料館
- 阿波史跡公園
- 興禅寺